# Pedicularis sunkosiana
Pedicularis sunkosiana är en snyltrotsväxtart som beskrevs av Takasi Takashi Yamazaki. Pedicularis sunkosiana ingår i släktet spiror, och familjen snyltrotsväxter. Inga underarter finns listade i Catalogue of Life.